# Naturschutzgebiet Sandbachtal
Das Naturschutzgebiet Sandbachtal liegt im Kreis Unna in Nordrhein-Westfalen. Das etwa 16,5 ha große Gebiet, das im Jahr 1990 unter Naturschutz gestellt wurde, erstreckt sich südöstlich des Kernortes Bönen entlang des Sandbaches, eines Nebenflusses der Seseke. Nördlich des Gebietes verläuft die A 2. 
Die Unterschutzstellung erfolgt 
- zur Erhaltung, Entwicklung und Wiederherstellung von Lebensgemeinschaften und Biotopen bestimmter wildlebender Tier- und Pflanzenarten. Als Biotope bzw. Lebensgemeinschaften gelten hier insbesondere
- ein in Abschnitten naturnaher, mäandrierender Bachlauf, Siepen mit zahlreichen Seitenzuflüssen, Auenwälder, Erlenbruchwälder, ein artenreicher Sternmieren-Eichen-Hainbuchenwald, Perlgrasbuchenwald, alte Baumbestände, insbesondere der Vogelkirsche und der Esche, Mistelbestand, stehendes und liegendes Totholz, Sumpfdotterblumenwiesengesellschaften, Großseggenrieder, Waldsimsenbestände, Hochstaudenfluren, Uferstaudenfluren
- aus landeskundlichen Gründen
- wegen der besonderen Eigenart und Schönheit des Sandbaches